# Guido Terreni
Guido Terrena (noto anche come Guido Terreni, Guy de Perpignan, Guy Terré, Guiu Terrena, Guidonis Terreni; Perpignano, 1270 – Avignone, 21 agosto 1342) è stato un presbitero, filosofo e teologo francese.
Filosofo scolastico, membro dell'Ordine dei Carmelitani, fu un esperto di diritto canonico, noto anche come Doctor Breviloquus o Doctor Mellifluus.

## Biografia
I Carmelitani non mostrarono zelo per gli studi scolastici preferendo vivere devotamente come gli antichi Padri del Monte Carmelo che non avevano alcun interesse per la logica o la fisica di Aristotele. Gerardo Sereni (o Gerardo di Bologna) fu il primo dei Carmelitani a conseguire il dottorato in teologia presso l'Università di Parigi nel 1295. Entrò nell'ordine del Carmelo intorno al 1290. Guido Terreni scelse di essere allievo di Godfredo di Fontaines dal quale apprese la venerazione del Dottore angelico.
Ricevette la laurea in teologia dall'Università di Parigi nel 1313, diventando il terzo membro dell'Ordine del Carmelo a conseguire tale titolo. Fu maestro reggente a Parigi fino al 1316. Fu uno dei teologi consultati sugli errori dei francescani di Provenza. Fu maestro di John Baconthorp e di Sigebert de Beka. Dal 1317 al 1318 fu poi reggente dello studium generale dei Carmelitani ad Avignone, e lettore del Sacré-Palais. Insieme al domenicano Pierre de La Palud, nel 1318, fu delegato da papa Giovanni XXII ad esaminare un commento dell’Apocalisse redatto da Pietro di Giovanni Olivi.
Il Capitolo generale di Montpellier lo nominò provinciale della Provenza (prima della sua divisione tra le province di Provenza, Narbona e Catalogna), e, nel giugno 1318, priore generale dei Carmelitani. Visitati i conventi della Germania, il 15 aprile 1321 fu nominato vescovo di Maiorca e, il 27 luglio 1332 vescovo di Elne. Presiedette diversi sinodi diocesani e il futuro Giacomo II d'Aragona, gli affidò varie missioni. Fu nominato Inquisitore di Maiorca dal Papa, incarico rinnovato dal Sommo Pontefice nel 1332.

## Idee
Guido Terreni fu uno dei primi filosofi a difendere in diverse quaestiones l'infallibilità papale.
Nel 1320 papa Giovanni XXII affidò a una commissione di dieci esperti, per lo più anche teologi, il compito di studiare l'invocazione dei demoni e le pratiche magiche come forma di eresia. Ne erano membri: due domenicani (Augustin Kažotić, Jacques de Concotz), due francescani (Enrico del Carretto, Arnaud Royad), tre agostiniani (Alexandre Fassitelli, Giovani da Romo, Gregorio di Lucca), un carmelitano (Gui Terreni) e un cistercense (Jacques Fournier, futuro papa Benedetto XII), nonché Johann Wulfing von Schlackenwerth, principe vescovo di Bressanone e poi vescovo di Bamberga.
La maggioranza degli esperti consultati accettò di classificare l'invocazione dei demoni come una forma di eresia. Tuttavia, alcuni prevedettero delle limitazioni. Guido Terreni fece parte del piccolo gruppo che sostenne la piena equiparazione dell'evocazione dei demoni con l'eresia.
Fu nel 1326 o 1327 che papa Giovanni XXII, con la bolla Super illius specula, minacciò di scomunica tutti coloro che si dedicavano a pratiche magiche, come la realizzazione di immagini, anelli o specchi finalizzati all'invocazione di demoni. Intorno al 1340, Guido Terreni scrisse un trattato contro l'eresia.
Morì ad Avignone nel 1342.

## Manoscritti
- Commentarium in quatuor libros Sententiarum, 1307-1308
- Commentarium in libros Physicorum
- In libros de Anima
- In libros Metaphysicorum, dopo il 1313
- Quaestiones super libros Ethicorum
- Quaestiones XII de Verbo divino, 1313-1314
- Quodlibets I à VI
- De perfectione vitae, 1323
- Defensorium tractatus De perfectione vitae (tra il 1328 e il 1334)
- Confutatio errorum quorumdam magistrorum, 1324
- De Concordia Evangeliorum (ou Quatuor unum) , 1328-1334
- Commentarium super Decretum Gratiani, 1336-1339
- Summa de haeresibus et earum confutationibus, 1340-1342